# 分子進化
分子進化（ぶんししんか、英:Molecular evolution）とは、世代を経るレベルの長期間における、DNA、RNA、およびタンパク質といった細胞分子の配列構成の変化である。進化生物学や集団遺伝学の原理にしたがって、分子や細胞レベルでの生物の変化を解釈しようとする。	
分子進化の主要トピックは、一塩基多型の生じやすさ（進化速度）やその影響効果、中立進化 vs. 自然選択、新しい遺伝子の起源、複雑な形質の遺伝的特徴、種分化の遺伝的基盤、発生過程の進化、およびゲノムや表現型を変化させる進化的な力である。